# 茜蒂哈斯玛
哈斯玛·莫哈末阿里（1926年7月12日—），常称茜蒂哈斯玛，馬來西亞第四任暨第七任首相夫人、医生，她是前马来西亚首相马哈迪·莫哈末的妻子，兩人育有四子三女。

## 生平
茜蒂哈斯玛自23岁开始踏上人生难忘的旅途，她成为首批马来女医生之一、第一位获得在吉打担任州妇女与儿童卫生居官员的女性以及数个家庭医药专栏作者等。1956年8月5日嫁给马哈迪。1995年9月，茜蒂哈斯玛在中国北京获得了联合国基金妇女奖。

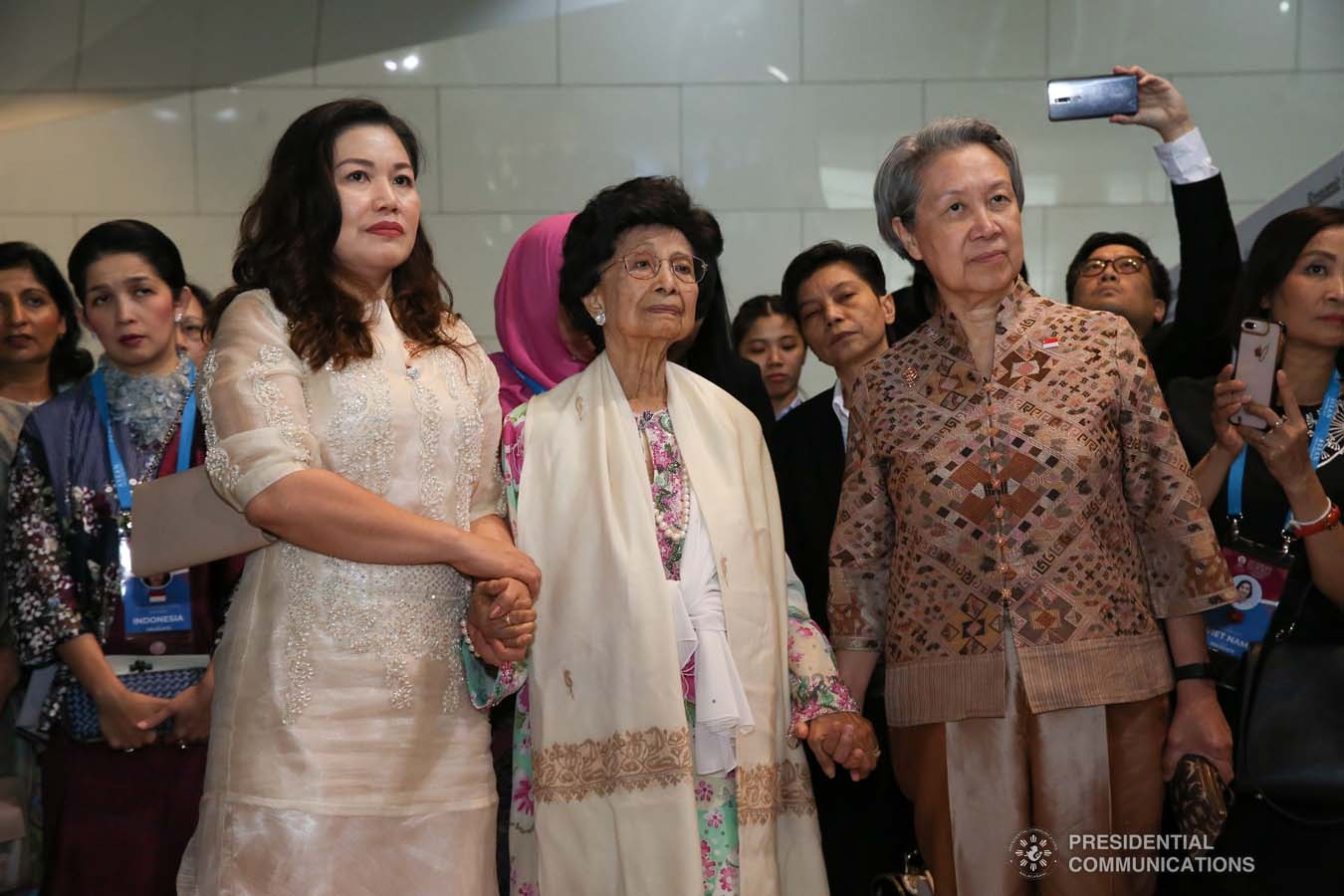
2019年11月3日，茜蒂哈斯玛（中）出席在泰国曼谷举行的第35届东盟峰会

2019年7月6日，茜蒂哈斯玛出席母校圣玛丽学校的筹款晚宴，为现场观众演奏三首小提琴歌曲協助募款，分别为《Secret Garden》、《You Raise Me Up》及《Que Sera Sera》。10月15日，茜蒂哈斯玛出席吉隆坡中央医院举行的乳癌宣传运动推介礼后，表示自己之前到医院进行乳房摄影和活组织切片检查，发现左乳房有一个小肿块，医生诊断她患上乳癌，并于2018年3月接受治疗。
2020年1月28日，茜蒂哈斯玛与雪兰莪英皇乔治五世银禧老妇院38位院友，共聚餐迎庆华人农历新年。2021年2月11日，马哈迪夫妇配合华人农历新年到来录制了短视频，茜蒂哈斯玛以小提琴拉了一曲家喻户晓的《月亮代表我的心》，在短片的结尾她则与“秀”钢琴的马哈迪合奏。3月7日，茜蒂哈斯玛及马哈迪在浮罗交怡体育馆内的疫苗接种中心，接种辉瑞冠病疫苗，茜蒂哈斯玛在三八妇女节发表视频称，她做出接种新冠肺炎疫苗的决定，是为了缓解民众对接种疫苗的担忧。
2021年11月27日，茜蒂哈斯玛陪同马哈迪重游马哈迪儿时的故居，重温其点点滴滴。茜蒂哈斯玛和马哈迪当年的婚礼宴会是在该故居举办。

## 個人生活

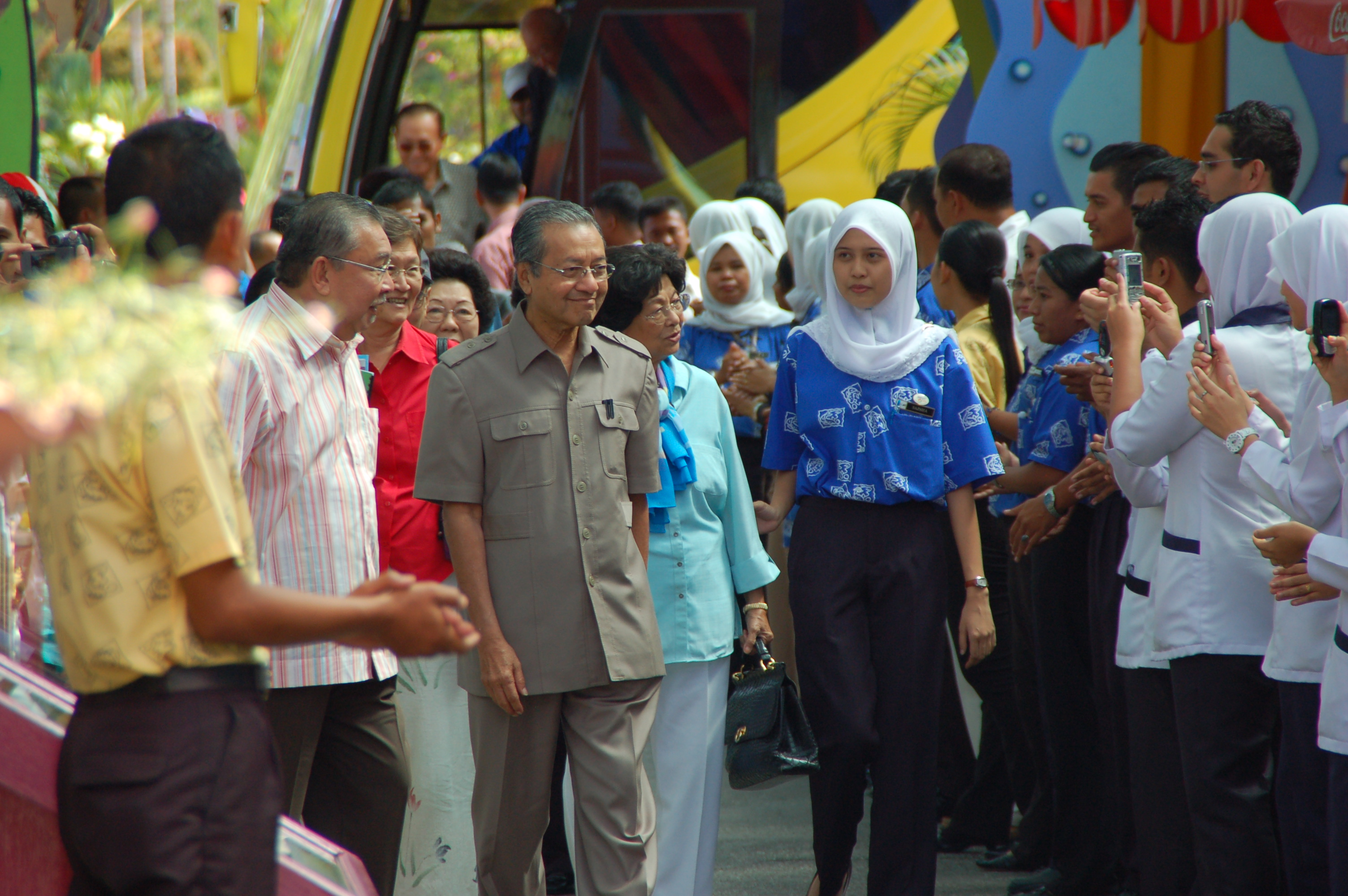
马哈迪和茜蒂哈斯玛到霹雳州度假

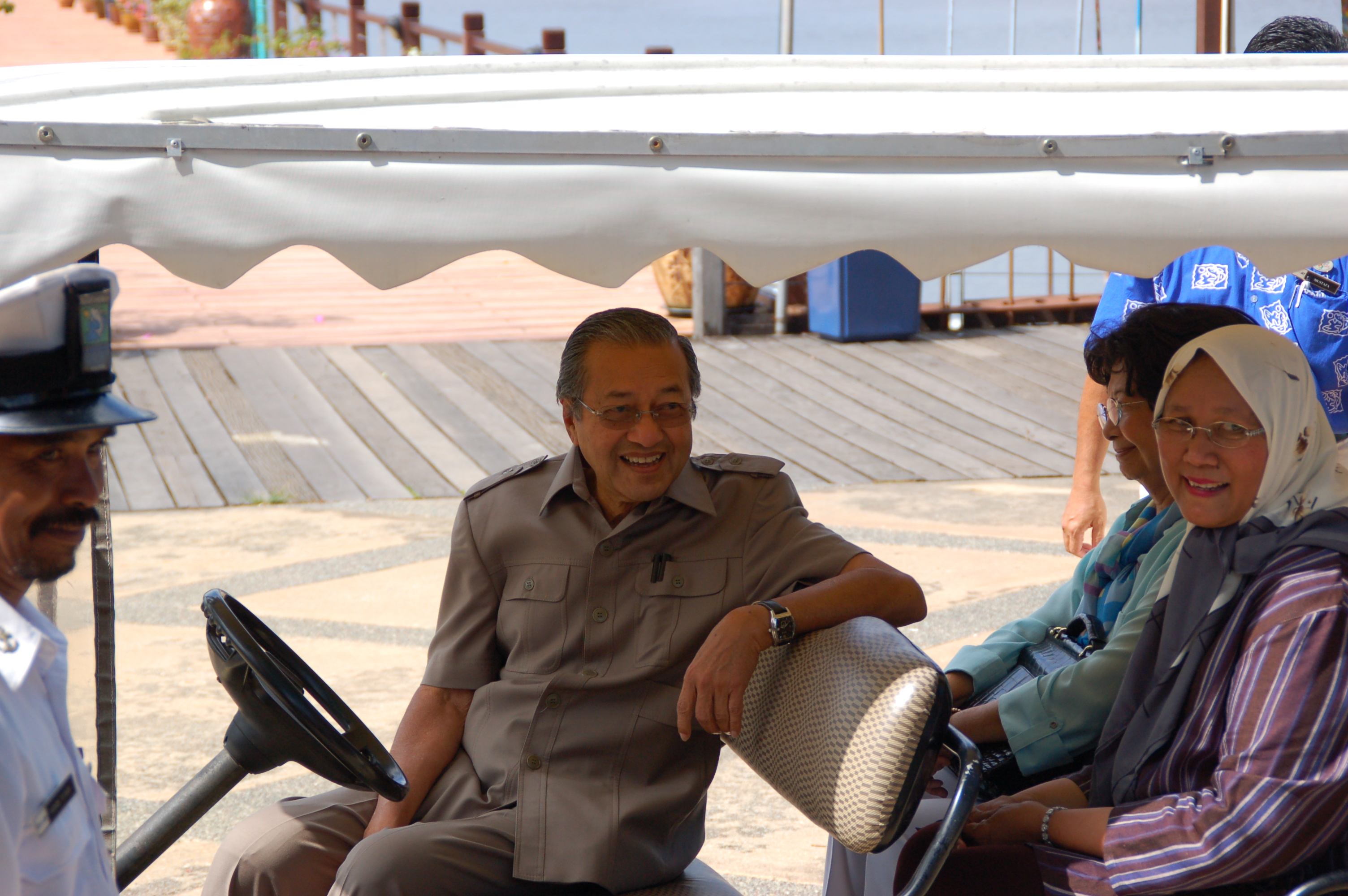
2007年的马哈迪和茜蒂哈斯玛

### 感情
茜蒂哈斯玛就讀大学期间，和马哈迪是同班同学。當時全班有70人，其中大部分是华裔学生、马来裔学生有七人，女學生僅茜蒂一人，因此她在班上頗受歡迎。马哈迪好學且珍惜就學机会，成绩在班上相當優異並常協助成績較差的同學；茜蒂来自吉隆坡，家族具名望，她欣赏马哈迪的学识和政治理念。在上大学之前，茜蒂沒学过物理，很担心自己因此留级，马哈迪因協助輔導課業成為茜蒂的良师益友，他们的關係也从普通朋友成為恋人。
马哈迪在过去除了跟女性家人相處之外，从未跟其他女性交往，茜蒂是他的初恋；直到兩人準備步入婚姻前，马哈迪仍羞于對她开口。茜蒂曾於受訪回忆当年马哈迪求婚时微笑表示：“马哈迪当时很害羞，他什么也没有对我说，只是写了一张英文写的LOVE字条给我！”由於茜蒂與马哈迪两人的家庭背景差異懸殊，当马哈迪向女方家提亲时，遭到强烈反对，後兩人在1956年8月完婚。

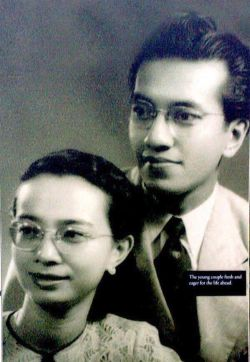
年轻时的茜蒂哈斯玛和马哈迪

### 家庭
茜蒂哈斯玛與丈夫马哈迪·莫哈末共育有四個儿子和三個女儿，其女玛丽娜·马哈迪是社会运动家，其子慕克里·马哈迪是吉打州前任州务大臣。茜蒂哈斯玛的两个儿子在马哈迪退位后开始从政：莫扎尼·马哈迪曾是巫统青年团领袖，后来退出政治注重从商；慕克里在2008年当选国会议员，在2013年至2016年成为吉打州务大臣，2018年变天之后重新以土著团结党的身份担任州务大臣。

## 評價
有評論認為茜蒂哈斯玛为人低调、和蔼可亲，不喜欢时常在镜头前露面和接受封号。茜蒂关心马来西亚國內的青少年、吸毒以及健康医疗等公共議题，也时常捐款给许多民间慈善机构；她在受访时会不时关心记者的工作情况，受马来西亚人民爱戴和尊重，被該國人民称为“永远的第一夫人”。

## 荣誉與獎項
2002年8月15日，茜蒂哈斯玛获得“英国特许营销协会（国际）荣誉同伴”（Companion of Honour The Chartered Institue of Marketing (International) United Kingdom）奖，她说自己成为世界上第一位获得此奖的女性是她永远不会忘记的荣誉。
2003年8月28日，茜蒂哈斯玛被马来西亚砂拉越大学授予荣誉科学博士学位，以表彰她对国家的贡献，特别是在农村卫生和提高妇女地位方面。
2019年7月16日，茜蒂哈丝玛获颁2019年亚洲人力资源发展奖“终身成就奖”。2019年亚洲人力资源发展奖在一项文告中说，茜蒂哈丝玛因其“对大马公共卫生领域发展作出杰出贡献”而获得认可。
2019年8月22日，亚洲策略和领导研究院（ASLI）特别颁发“国家之母”（Ibu Negara）荣誉予茜蒂哈斯玛，以示表扬。主席谢富年表示，此荣誉是表彰茜蒂哈斯玛在身為首相的丈夫马哈迪·莫哈末致力于国家建设的旅程中，成为其坚强后盾并作出牺牲；同时谢表示茜蒂哈斯玛的魅力、优雅、高贵和沉稳，使她赢得所有马来西亚人的爱、尊重與钦佩。
2019年11月24日，茜蒂哈斯玛荣获由国际建筑学会（NBII）授予的妇女建国奖（Women's Nation-Building Award ）。国际建筑学会表示，该奖项是对茜蒂哈斯玛在药物滥用、妇女健康、生育计划、农村妇女发展和成人识字率方面做出的贡献，给予认可。

## 著作
茜蒂哈斯玛在2016年90岁生日时发布个人自传《我的名字是哈斯玛》（My Name is Hasmah）共有248页，书里记载她这一生的生活点滴。她说撰写此书是因为必须记录人生当作纪念。

## 相关影视
- 《当哈斯玛遇上马哈迪》（Hasmah-Bila Deh Bertemu Det）[29]